# Hot Stove League
Hot Stove League (hangul: 스토브리그; rr: Seutobeurigeu; lit. Stove League) é uma telenovela sul-coreana exibida pela SBS, de 13 de dezembro de 2019 a 14 de fevereiro de 2020, com um total de dezesseis episódios. É estrelada por Namkoong Min, Park Eun-bin, Oh Jung-se e Jo Byung-gyu.  Seu enredo refere-se a gerência de um time de beisebol perdedor.
Hot Stove League foi aclamada pela crítica e venceu diversos prêmios, dentre eles, o de Melhor Drama no Baeksang Arts Awards de 2020.

## Enredo
O Dreams é um time de beisebol profissional coreano, que se classificou em último lugar na liga nas últimas quatro temporadas. Quando seu gerente geral deixa o cargo, o time contrata Baek Seung-soo (Namkoong Min), que gerenciou vários times esportivos vencedores de campeonatos, como seu substituto, apesar de Seung-soo não ter nenhuma experiência com o gerenciamento de um time de beisebol. Enfrentando orçamentos reduzidos, brigas internas entre a equipe técnica e uma equipe profundamente determinada em seus caminhos, Seung-soo usa sua visão de fora e a ajuda da gerente de operações Se-young (Park Eun-bin) e Jae-hee (Jo Byung-gyu) para derrubar a cultura perdedora do Dreams, em uma tentativa de criar um equipe vencedora do campeonato, apesar do fato de que todas as equipes que ele já comandou, desistiram após vencer o campeonato.

## Elenco

### Principal
- Namkoong Min como Baek Seung-soo[4][5]

O novo gerente geral do Dreams que foi contratado apesar de não ter nenhuma experiência no gerenciamento de um time de beisebol. Ele tem um "currículo de ouro", levando times de Luta, hóquei no gelo e handebol a campeonatos, mas todos acabam desistindo depois de circunstâncias fora de seu controle. Ele não tem uma personalidade particularmente agradável, mas está determinado a fazer do time o melhor do campeonato.
- Park Eun-bin como Lee Se-young[6][7]

A gerente de operações do Dreams. Ela é a única gerente feminina na liga e é muito apaixonada por seu time, apesar de sua má sorte.
- Oh Jung-se como Kwon Kyeong-min

O presidente da equipe e o diretor administrativo júnior do Jaesong Group, dono do Dreams, e sobrinho de seu presidente. Ele planeja encerrar as atividades da equipe, pois não é lucrativo, e contrata Baek Seung-soo para ajudá-lo a fazer isso, mas logo entra em conflito com ele quando Seung-soo coloca um esforço real para tornar a equipe bem-sucedida.
- Jo Byung-gyu como Han Jae-hee

Colega de trabalho de Se-young na equipe de operações. Ele conseguiu o emprego por meio de seus contatos, mas com o passar do tempo mostra sua paixão pela equipe e trabalha muito.

### De apoio

#### Escritório do Dreams
- Son Jong-hak como Go Kang-seon, CEO da equipe Dreams.
- Lee Jun-hyeok como Go Se-hyeok, líder da equipe de olheiros.
- Yoon Byung-hee como Yang Won-seop, membro da equipe de olheiros.
- Kim Do-hyun como Yoo Kyeong-taek, líder da equipe de análise.
- Kim Soo-jin como Lim Mi-seon, chefe da equipe de marketing.
- Park Jin-woo como Byeon Chi-hoon, líder da equipe de marketing.
- Kim Ki-moo como Jang Woo-seok, vice-chefe da equipe de olheiros.

#### Jogadores do Dreams
- Hong Ki-joon como Jang Jin-woo, o arremessador mais velho.
- Chae Jong-hyeop como Yoo Min-ho, um arremessador em ascensão.
- Jo Han-sun como Lim Dong-gyu, um rebatedor de limpeza.
- Cha Yup como Seo Yeong-joo, o receptor líder.
- Kim Dong-won como Kwak Han-young, um defensor interno.

#### Equipe de treinamento do Dreams
- Lee Eol como Yoon Seong-bok, o treinador principal.
- Son Kwang-up como Choi Yong-goo, o treinador de arremessadores.
- Kim Min-cantou como Lee Cheol-min, o técnico do banco.
- Seo Ho-chul como Min Tae-seong, o técnico de rebatedores.

#### Profissionais de beisebol
- Lee Dae-yeon como Kim Jong-moo, gerente geral dos Vikings.
- Song Young-kyu como Oh Sang-hoon, gerente geral dos Pelicanos.
- Park So-jin como Kim Yeong-chae, uma locutora esportiva.
- Ha Do-kwon como Kang Doo-gi, o arremessador ás da seleção nacional.
- Kim Kang-min como Lee Chang-kwon, jogador dos Vikings.

#### Outros
- Kim Jung-hwa como Yoo Jeong-in, ex-esposa de Seung-soo.
- Yoon Sun-woo como Baek Yeong-soo, o irmão mais novo de Seung-soo. Um especialista em sabermetria, ele usa uma cadeira de rodas devido a uma lesão no beisebol quando adolescente.
- Yoon Bok-in como Jeong Mi-sook, a mãe de Se-yeong.
- Jun Gook-hwan como Kwon Il-do, presidente do Grupo Jaesong.
- Lee Kyu-ho como Cheon Heung-man, um ex-lutador que conhece Seung-soo.
- Lee Yong-woo como Gil Chang-joo / Robert Gil, um tradutor e ex-arremessador.
- Moon Won-joo como Kim Ki-beom, jogador aposentado do Dreams

### Participações especiais
- Lee Je-hoon como Lee Je-hoon, CEO da PF Soft (Ep. 16)
- Pengsoo como Pengsoo (Ep. 16)

## Produção

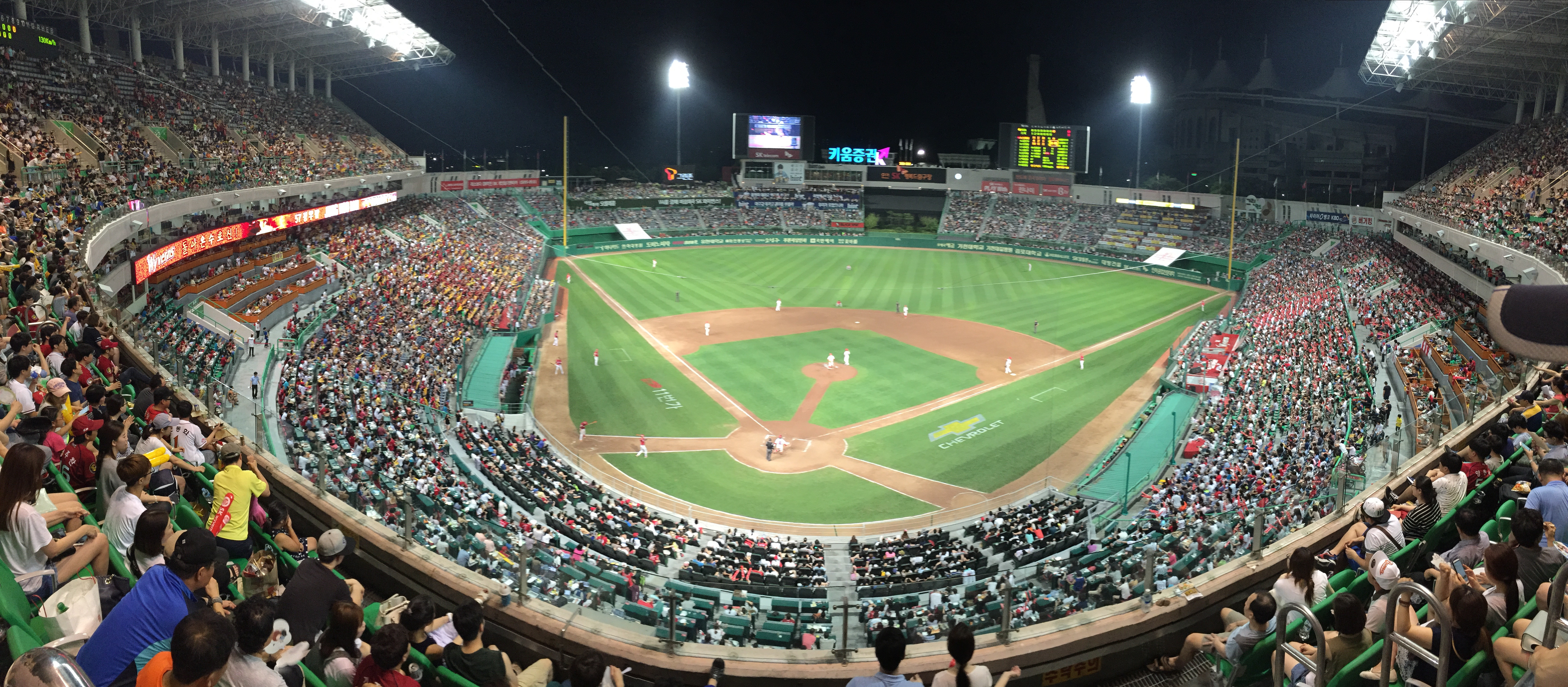
Imagem do Munhak Baseball Stadium (Incheon, Coreia do Sul) um dos locais de filmagens de Hot Stove League.

A série é baseada no roteiro de Lee Shin-hwa, que foi um dos vencedores do MBC Concurso de Roteiro de Drama de 2016 pela categoria Minissérie.
A primeira leitura do roteiro de Hot Stove League ocorreu em setembro de 2019. Os atores Namkoong Min e Park Eun-bin, já haviam trabalhado juntos como segundos protagonistas em Hur Jun, The Original Story de 2013.
O estádio do time de beisebol profissional sul-coreano SK Wyverns, o Munhak Baseball Stadium, que deu seu apoio à série, serviu como locação de filmagem e foi utilizado em uma imagem promocional da série. As cenas que ocorrem na Califórnia foram filmadas no Havaí, Estados Unidos.
Depois que os episódios 10 e 11 foram divididos em três partes em vez de duas, os telespectadores expressaram seu descontentamento em relação aos anúncios no site do programa.
Após o êxito de Hot Stove League, o elenco e a equipe tiraram férias-prêmio de quatro dias nas ilhas Saipã em 17 de fevereiro de 2020.

## Recepção
Na tabela abaixo, os números azuis representam as audiências mais baixas e os números vermelhos representam as audiências mais elevadas.
| Ep.      | Parte    | Data de transmissão original | Título | Audiência média (AGB Nielsen) | Audiência média (AGB Nielsen) |
| Ep.      | Parte    | Data de transmissão original | Título | Em todo o país                | Região Metropolitana de Seul  |
| -------- | -------- | ---------------------------- | --- | ----------------------------- | ----------------------------- |
| 1        | 1        | 13 de dezembro de 2019       | My Name Is Baek Seung-soo And I'm the General Manager (단장 백승수입니다)                                                | 3.3%                          | —                             |
| 1        | 2        | 13 de dezembro de 2019       | My Name Is Baek Seung-soo And I'm the General Manager (단장 백승수입니다)                                                | 5.5%                          | 5.8%                          |
| 2        | 1        | 14 de dezembro de 2019       | I am Going to Trade Lim Dong-gyu (임동규 선수를 트레이드하겠습니다)                                                      | 5.5%                          | —                             |
| 2        | 2        | 14 de dezembro de 2019       | I am Going to Trade Lim Dong-gyu (임동규 선수를 트레이드하겠습니다)                                                      | 7.8%                          | 8.3%                          |
| 3        | 1        | 20 de dezembro de 2019       | It's a Team That's Bad at Baseball and Also Without a Future (야구는 제일 못하는데, 미래도 없는 팀)                      | 7.3%                          | 8.3%                          |
| 3        | 2        | 20 de dezembro de 2019       | It's a Team That's Bad at Baseball and Also Without a Future (야구는 제일 못하는데, 미래도 없는 팀)                      | 9.6%                          | 10.3%                         |
| 4        | 1        | 21 de dezembro de 2019       | I'd Say It's an Unprecedented Scouting Scandal of a Professional Team (전례 없는 프로팀 스카우트 비리가 아닐까 싶습니다) | 8.2%                          | 8.5%                          |
| 4        | 2        | 21 de dezembro de 2019       | I'd Say It's an Unprecedented Scouting Scandal of a Professional Team (전례 없는 프로팀 스카우트 비리가 아닐까 싶습니다) | 11.4%                         | 11.9%                         |
| 5        | 1        | 27 de dezembro de 2019       | Do You Want to Make a Bet? Let's See Who Is Laughing When We Arrive In Korea (내기하실까요, 귀국길에 웃는 게 누군지?)    | 9.6%                          | 10.1%                         |
| 5        | 2        | 27 de dezembro de 2019       | Do You Want to Make a Bet? Let's See Who Is Laughing When We Arrive In Korea (내기하실까요, 귀국길에 웃는 게 누군지?)    | 12.4%                         | 12.9%                         |
| 6        | 1        | 3 de janeiro de 2020         | Did You Bring Someone Problematic From America? (미국에서 뭐 문제 있는 애 데리고 왔어?)                                  | 11.6%                         | 13.1%                         |
| 6        | 2        | 3 de janeiro de 2020         | Did You Bring Someone Problematic From America? (미국에서 뭐 문제 있는 애 데리고 왔어?)                                  | 14.1%                         | 15.4%                         |
| 7        | 1        | 4 de janeiro de 2020         | Cut a Little Bit Larger (삭감 폭이 좀 큽니다)                                                                            | 11.3%                         | 12.5%                         |
| 7        | 2        | 4 de janeiro de 2020         | Cut a Little Bit Larger (삭감 폭이 좀 큽니다)                                                                            | 13.8%                         | 15.1%                         |
| 8        | 1        | 10 de janeiro de 2020        | How Much Do You Want? (얼마를 받아야 되는 겁니까)                                                                        | 12.2%                         | 13.7%                         |
| 8        | 2        | 10 de janeiro de 2020        | How Much Do You Want? (얼마를 받아야 되는 겁니까)                                                                        | 14.9%                         | 16.3%                         |
| 9        | 1        | 11 de janeiro de 2020        | Thank You For Letting Me Dream For A Brief Moment, Baek Seung-soo (잠시나마 꿈을 꾸게 해줘서 감사합니다, 백승수씨)       | 11.8%                         | 13.2%                         |
| 9        | 2        | 11 de janeiro de 2020        | Thank You For Letting Me Dream For A Brief Moment, Baek Seung-soo (잠시나마 꿈을 꾸게 해줘서 감사합니다, 백승수씨)       | 15.5%                         | 17.0%                         |
| 10       | 1        | 17 de janeiro de 2020        | Are We Evil? (우리가 적폐입니까?)                                                                                        | 12.9%                         | 14.1%                         |
| 10       | 2        | 17 de janeiro de 2020        | Are We Evil? (우리가 적폐입니까?)                                                                                        | 15.5%                         | 16.6%                         |
| 10       | 3        | 17 de janeiro de 2020        | Are We Evil? (우리가 적폐입니까?)                                                                                        | 17.0%                         | 18.4%                         |
| 11       | 1        | 18 de janeiro de 2020        | What Difference Does It Make If I Bring Them In? (얘네들 데려오면 뭐가 달라져?)                                          | 10.7%                         | 11.6%                         |
| 11       | 2        | 18 de janeiro de 2020        | What Difference Does It Make If I Bring Them In? (얘네들 데려오면 뭐가 달라져?)                                          | 13.5%                         | 14.5%                         |
| 11       | 3        | 18 de janeiro de 2020        | What Difference Does It Make If I Bring Them In? (얘네들 데려오면 뭐가 달라져?)                                          | 16.5%                         | 18.1%                         |
| 12       | 1        | 31 de janeiro de 2020        | Lim Dong-gyu VS Kang Doo-gi (임동규 대 강두기)                                                                           | 12.0%                         | 13.0%                         |
| 12       | 2        | 31 de janeiro de 2020        | Lim Dong-gyu VS Kang Doo-gi (임동규 대 강두기)                                                                           | 14.4%                         | 15.2%                         |
| 12       | 3        | 31 de janeiro de 2020        | Lim Dong-gyu VS Kang Doo-gi (임동규 대 강두기)                                                                           | 15.3%                         | 15.5%                         |
| 13       | 1        | 1 de fevereiro de 2020       | I Trust Him, I'm Going to Check Whether the Rumors are True or Not (믿지만 확인은 할 겁니다)                             | 10.1%                         | 11.2%                         |
| 13       | 2        | 1 de fevereiro de 2020       | I Trust Him, I'm Going to Check Whether the Rumors are True or Not (믿지만 확인은 할 겁니다)                             | 11.9%                         | 12.9%                         |
| 13       | 3        | 1 de fevereiro de 2020       | I Trust Him, I'm Going to Check Whether the Rumors are True or Not (믿지만 확인은 할 겁니다)                             | 16.0%                         | 17.4%                         |
| 14       | 1        | 7 de fevereiro de 2020       | The Reason Why We Must Bring Back Lim Dong-gyu (임동규를 다시 데려와야 하는 이유)                                        | 13.2%                         | 14.4%                         |
| 14       | 2        | 7 de fevereiro de 2020       | The Reason Why We Must Bring Back Lim Dong-gyu (임동규를 다시 데려와야 하는 이유)                                        | 15.1%                         | 15.8%                         |
| 14       | 3        | 7 de fevereiro de 2020       | The Reason Why We Must Bring Back Lim Dong-gyu (임동규를 다시 데려와야 하는 이유)                                        | 16.6%                         | 17.2%                         |
| 15       | 1        | 8 de fevereiro de 2020       | I'm Trying To Protect The Dreams At All Costs (어떻게든 드림즈를 지키려고 합니다)                                        | 10.6%                         | 11.6%                         |
| 15       | 2        | 8 de fevereiro de 2020       | I'm Trying To Protect The Dreams At All Costs (어떻게든 드림즈를 지키려고 합니다)                                        | 13.6%                         | 14.6%                         |
| 15       | 3        | 8 de fevereiro de 2020       | I'm Trying To Protect The Dreams At All Costs (어떻게든 드림즈를 지키려고 합니다)                                        | 16.8%                         | 18.2%                         |
| 16       | 1        | 14 de fevereiro de 2020      | The Best Is For Sale (최선은 매각입니다)                                                                                 | 14.8%                         | 15.8%                         |
| 16       | 2        | 14 de fevereiro de 2020      | The Best Is For Sale (최선은 매각입니다)                                                                                 | 17.2%                         | 18.3%                         |
| 16       | 3        | 14 de fevereiro de 2020      | The Best Is For Sale (최선은 매각입니다)                                                                                 | 19.1%                         | 20.8%                         |
| Média    | Média    | Média                        | Média | 12.5%                         | —                             |
| Especial | Especial | 7 de dezembro de 2019        | Hot Stove League Scout Report (스토브리그 스카우트 리포트)                                                               | 2.6%                          | —                             |
| Especial | Especial | 15 de fevereiro de 2020      | Hot Stove League Final Report (스토브리그 파이널 리포트)                                                                 | 3.9%                          | —                             |
| Especial | Especial | 15 de fevereiro de 2020      | Hot Stove League Final Report (스토브리그 파이널 리포트)                                                                 | 5.8%                          | —                             |

## Prêmios e indicações
| Ano  | Prêmio                                        | Categoria                                                         | Beneficiário     | Resultado | Ref.          |
| ---- | --------------------------------------------- | ----------------------------------------------------------------- | ---------------- | --------- | ------------- |
| 2020 | The PD Award of the Month                     | PD do Mês                                                         | Jeong Dong-yoon  | Venceu    | [ 18 ]        |
| 2020 | The PD Award of the Month                     | PD do Mês                                                         | Lee Shin-hwa     | Venceu    | [ 18 ]        |
| 2020 | Baeksang Arts Awards                          | Melhor Drama                                                      | Hot Stove League | Venceu    | [ 19 ] [ 3 ]  |
| 2020 | Baeksang Arts Awards                          | Melhor Diretor (TV)                                               | Jeong Dong-yoon  | Indicado  | [ 19 ] [ 3 ]  |
| 2020 | Baeksang Arts Awards                          | Melhor Ator (TV)                                                  | Namkoong Min     | Indicado  | [ 19 ] [ 3 ]  |
| 2020 | Baeksang Arts Awards                          | Melhor Roteiro (TV)                                               | Lee Shin-hwa     | Indicado  | [ 19 ] [ 3 ]  |
| 2020 | Korean Broadcasting Awards                    | Melhor Drama                                                      | Hot Stove League | Indicado  | [ 20 ]        |
| 2020 | Korean Broadcasting Awards                    | Melhor Arte                                                       | Lee Yong-tak     | Venceu    | [ 20 ]        |
| 2020 | Seoul International Drama Awards              | Melhor Minissérie                                                 | Hot Stove League | Indicado  | [ 21 ]        |
| 2020 | Seoul International Drama Awards              | Drama Coreano de Excelência                                       | Hot Stove League | Venceu    | [ 21 ]        |
| 2020 | Seoul International Drama Awards              | Melhor Diretor                                                    | Jeong Dong-yoon  | Indicado  | [ 21 ]        |
| 2020 | Grimae Awards                                 | Melhor Fotografia (Drama)                                         | Hot Stove League | Venceu    | [ 22 ] [ 23 ] |
| 2020 | Grimae Awards                                 | Melhor Ator                                                       | Namkoong Min     | Venceu    | [ 22 ] [ 23 ] |
| 2020 | Grimae Awards                                 | Melhor Atriz                                                      | Park Eun-bin     | Venceu    | [ 22 ] [ 23 ] |
| 2020 | Grimae Awards                                 | Melhor Iluminação                                                 | Choi Jong-geun   | Venceu    | [ 22 ] [ 23 ] |
| 2020 | Media Awards                                  | Prêmio de Excelência em Drama de Conteúdo Terrestre               | Hot Stove League | Venceu    | [ 24 ]        |
| 2020 | SBS Drama Awards                              | Grande Prêmio (Daesang)                                           | Namkoong Min     | Venceu    | [ 25 ]        |
| 2020 | SBS Drama Awards                              | Prêmio de Excelência Superior, ator em minissérie / drama de ação | Namkoong Min     | Indicado  | [ 25 ]        |
| 2020 | SBS Drama Awards                              | Prêmio de Excelência, ator em minissérie / drama de ação          | Oh Jung-se       | Indicado  | [ 25 ]        |
| 2020 | SBS Drama Awards                              | Prêmio de Excelência, atriz em minissérie / drama de ação         | Park Eun-bin     | Indicado  | [ 25 ]        |
| 2020 | SBS Drama Awards                              | Prêmio de Melhor Personagem, Ator                                 | Oh Jung-se       | Venceu    | [ 25 ]        |
| 2020 | SBS Drama Awards                              | Melhor Ator Coadjuvante                                           | Jo Han-sun       | Indicado  | [ 25 ]        |
| 2020 | SBS Drama Awards                              | Melhor Equipe de Suporte                                          | Hot Stove League | Venceu    | [ 25 ]        |
| 2020 | SBS Drama Awards                              | Melhor Ator Revelação                                             | Jo Byung-gyu     | Venceu    | [ 25 ]        |
| 2020 | SBS Drama Awards                              | Melhor Ator Revelação                                             | Ha Do-kwon       | Indicado  | [ 25 ]        |
| 2021 | Asian Television Awards                       | Melhor Série de Drama                                             | Hot Stove League | Indicado  | [ 26 ]        |
| 2021 | APAN Star Awards                              | Ator de Excelência Superior em Minissérie                         | Namkoong Min     | Indicado  | [ 27 ]        |
| 2021 | APAN Star Awards                              | Atriz de Excelência em Minissérie                                 | Park Eun-bin     | Indicado  | [ 27 ]        |
| 2021 | APAN Star Awards                              | Melhor Ator Coadjuvante                                           | Oh Jung-se       | Venceu    | [ 27 ]        |
| 2021 | APAN Star Awards                              | Melhor Escritor                                                   | Lee Shin Hwa     | Venceu    | [ 27 ]        |
| 2021 | SBS Commendation                              | Alvo de Satisfação do Público                                     | Hot Stove League | Venceu    | [ 28 ]        |
| 2021 | Korea PD Awards                               | Melhor Palavra para Drama                                         | Hot Stove League | Venceu    | [ 29 ]        |
| 2021 | Korea PD Awards                               | Ator de Talento                                                   | Namkoong Min     | Venceu    | [ 29 ]        |
| 2021 | WorldFest-Houston International Film Festival | Remi de Platina para Séries de TV                                 | Hot Stove League | Venceu    | [ 30 ]        |